# Първичен бульон
Първичният бульон е представлявал органична смес в първичния океан, в който вероятно е възникнал и просъществувал животът на Земята в своята най-ранна история. Предполага се, че в първичния бульон са се извършвали редица химически реакции, които са способствали за същинското възникване на живота.